# Gonesse
Gonesse è un comune francese di 26 637 abitanti situato nel dipartimento della Val-d'Oise nella regione dell'Île-de-France.

## Il disastro del Concorde
Gonesse è la città dove è avvenuto l'incidente del Concorde il 25 luglio 2000 (volo Air France 4590), quando il velivolo F-BTSC dell'Air France si schiantò in fase di decollo contro un hotel della cittadina, provocando la morte di 113 persone (109 sul velivolo e 4 nell'hotel). L'aereo cadde poco dopo il decollo dall'aeroporto di Parigi-Charles de Gaulle. Si può attribuire la causa del disastro a un nastro di titanio (appartenente a un motore di un Douglas DC-10 decollato 5 minuti prima) che si trovava sulla pista e che tranciò uno pneumatico dell'aereo mentre compiva la manovra di decollo a circa 180 nodi (333 km/h). Un frammento dello pneumatico esploso pesante 5 kg urtò l'ala sinistra creando un'onda di pressione che fece rompere il bocchettone del serbatoio con conseguente fuoriuscita del carburante, che intaccò le ali e i motori, altri frammenti di pneumatico finirono nel vano del carrello tranciando alcuni cavi elettrici che generarono un arco elettrico incendiando il carburante. I piloti tentarono un atterraggio di emergenza ma la situazione era diventata ingestibile e a una quota eccessivamente bassa l'aeromobile incominciò una rapida discesa schiantandosi contro un hotel.

## Società

### Evoluzione demografica
Abitanti censiti

## Amministrazione

### Gemellaggi
- Leonessa, dal 1981